# コッレトルト
コッレトルト（イタリア語: Colletorto）は、イタリア共和国モリーゼ州カンポバッソ県にある、人口約1,900人の基礎自治体（コムーネ）。

## 地理

### 位置・広がり

#### 隣接コムーネ
隣接するコムーネは以下の通り。括弧内のFGはフォッジャ県（プッリャ州）所属を示す。
- カルランティーノ (FG)
- カザルヌオーヴォ・モンテロターロ (FG)
- サン・ジュリアーノ・ディ・プーリア
- サンテリーア・ア・ピアニージ